# Municipio de Washington (condado de Hocking)
El municipio de Washington (en inglés: Washington Township) es un municipio ubicado en el condado de Hocking en el estado estadounidense de Ohio. En el año 2010 tenía una población de 1294 habitantes y una densidad poblacional de 13,38 personas por km².

## Geografía
El municipio de Washington se encuentra ubicado en las coordenadas 39°26′28″N 82°27′00″O / 39.44111, -82.45000. Según la Oficina del Censo de los Estados Unidos, el municipio tiene una superficie total de 96.73 km², de la cual 96,56 km² corresponden a tierra firme y (0,17 %) 0,17 km² es agua.

## Demografía
Según el censo de 2010, había 1294 personas residiendo en el municipio de Washington. La densidad de población era de 13,38 hab./km². De los 1294 habitantes, el municipio de Washington estaba compuesto por el 97,91 % blancos, el 0,23 % eran afroamericanos, el 0,93 % eran amerindios, el 0,08 % eran de otras razas y el 0,85 % eran de una mezcla de razas. Del total de la población el 0,77 % eran hispanos o latinos de cualquier raza.